# Paroplites edwardsii
Paroplites edwardsii är en skalbaggsart som först beskrevs av Xavier Montrouzier 1861.  Paroplites edwardsii ingår i släktet Paroplites och familjen långhorningar. Inga underarter finns listade i Catalogue of Life.